# تشارلز بيلي كلارك
تشارلز بيلي كلارك (بالإنجليزية: Charles Bailey Clarke)‏ هو سياسي أمريكي، ولد في 3 أكتوبر 1875، وتوفي في 27 يناير 1944. حزبياً، نشط في الحزب الجمهوري.